# Ärkeängeln (tidning)

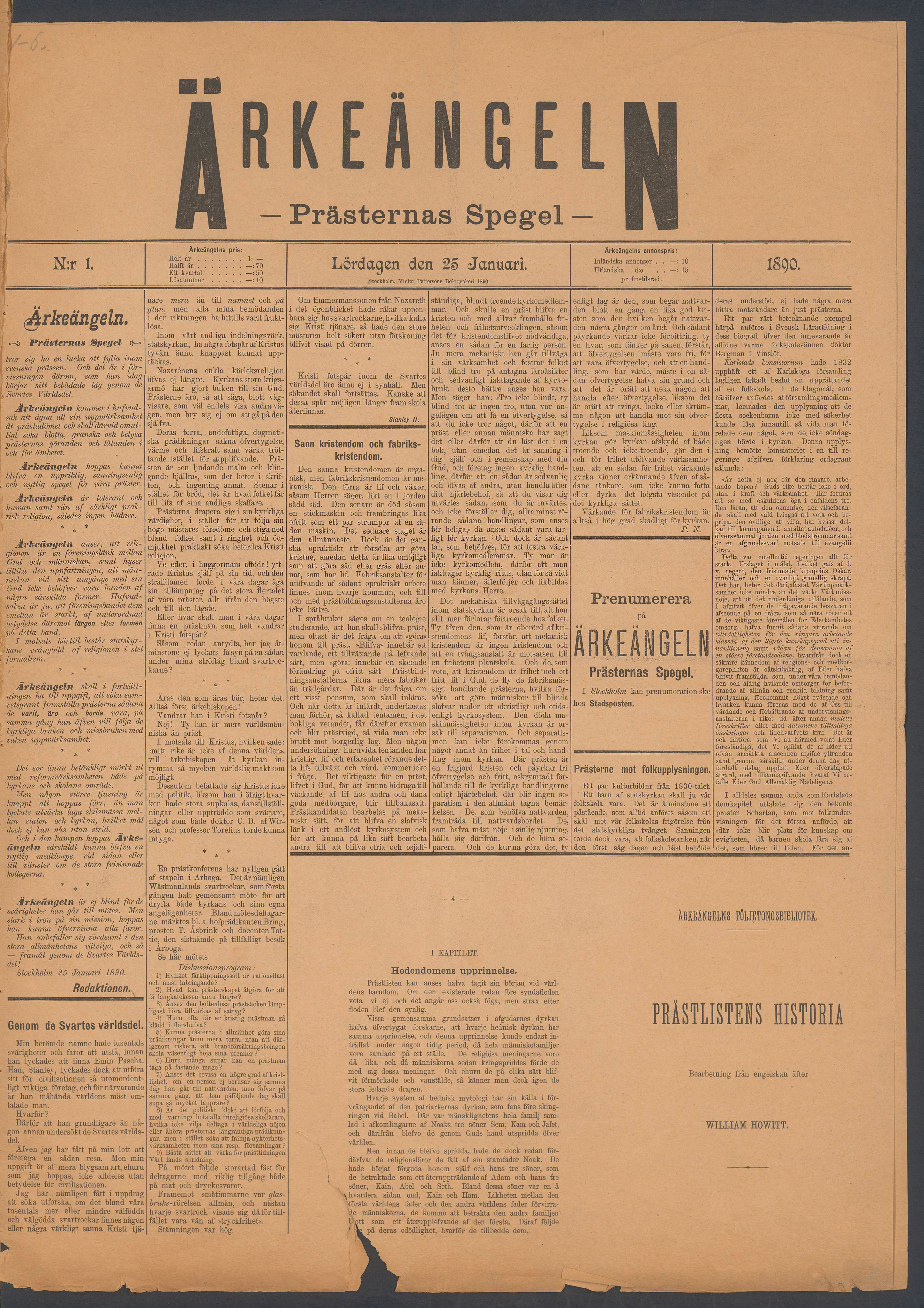
Tidningens omslag från 25 januari 1890.

Ärkeängeln. Tidskrift utgiven i Stockholm och Hudiksvall. Tidskriftens tillägg i titeln Prästernas gissel. Mål: Statskyrkans afskaffande beskriver innehållet. Tidskriften gavs ut  29 januari 1890 till mars 1891.
Tidningen trycktes hos V. Petterson i Stockholm från januari 1890 till september 1890 och sedan  i Hudiksvall å Hudiksvalls Allehandas tryckeri från oktober 1890 till februari 1891 februari  samt på nytt i Stockholm hos G. Valfrid Wilhelmsson i mars 1891. Tidningen hade illustrationer med träsnitt och trycktes med antikva. 
Tidskriften kom ut en gång i månaden med 4 sidor i folioformat och med 6 spalter 1890— februari 1891  och 5 spalter i mars 1891. Priset var 1 krona. Tidningen redigerades och utgavs av Erik Wahlberg, fastän litteratören Axel Gideon Andersson erhöll utgivningsbevis för tidningen 11 januari 1890 i Stockholm och 30 september samma år då utgivningsorten ändrades till Hudiksvall samt 1891 i mars då den åter flyttade till Stockholm. I sista numret i mars 1891 tillkännagavs att tidningen inte skulle utges vidare.